# Анна Лукасяк
Анна Лукасяк (пол. Anna Łukasiak; нар. 5 січня 1988) — польська борчиня вільного стилю, бронзова призерка чемпіонату світу, дворазова бронзова призерка чемпіонатів Європи, срібна та дворазова бронзова призерка чемпіонатів світу серед студентів.

## Життєпис
Боротьбою почала займатися з 2005 року.
Виступає за спортивний клуб «AZS AWF» Варшава. Тренер — Артур Крушевський (з 2008). Дванадцятиразова чемпіонка Польщі.
Перший серйозний успіх на міжнародній арені прийшов до Анни Лукасяк у 2021 році, коли 33-річна спортсменка зуміла стати бронзовою призеркою чемпіонату Європи. Наступного року на цих же змаганнях вона повторила бронзовий результат. Того ж року 34-річна Анна з восьмої спроби вперше стала призеркою чемпіонату світу, знову здобувши бронзову медаль. Польська борчиня вийшла до втішного турніру після поразки від непереможної олімпійської чемпіонки та чемпіонки світу Юї Сусакі, яка домінувала протягом усіх змагань, завершивши всі поєдинки достроково та не втративши жодного очка. У першій втішній сутичці Лукасяк зустрілася з представницею В'єтнаму Тхі Сюан Нгуєн. Поєдинок був дуже запеклим. З 0-3 на останній хвилині матчу рахунок став 4-3, і польська спортсменка пройшла далі. У поєдинку за бронзу Лукасяк виграв поєдинок у нігерійки Мерсі Дженезіз з рахунком 3-2.

## Спортивні результати на міжнародних змаганнях

### Виступи на Чемпіонатах світу
| Змагання                        | Збірна | Вагова категорія          | Місце  |
| ------------------------------- | ------ | ------------------------- | ------ |
| Чемпіонат світу з боротьби 2009 | Польща | жіноча боротьба, до 48 кг | 19     |
| Чемпіонат світу з боротьби 2011 | Польща | жіноча боротьба, до 51 кг | 11     |
| Чемпіонат світу з боротьби 2012 | Польща | жіноча боротьба, до 48 кг | 8      |
| Чемпіонат світу з боротьби 2013 | Польща | жіноча боротьба, до 48 кг | 5      |
| Чемпіонат світу з боротьби 2017 | Польща | жіноча боротьба, до 48 кг | 8      |
| Чемпіонат світу з боротьби 2019 | Польща | жіноча боротьба, до 55 кг | 8      |
| Чемпіонат світу з боротьби 2021 | Польща | жіноча боротьба, до 50 кг | 15     |
| Чемпіонат світу з боротьби 2022 | Польща | жіноча боротьба, до 50 кг | Бронза |
| Чемпіонат світу з боротьби 2023 | Польща | жіноча боротьба, до 50 кг | 20     |

### Виступи на Чемпіонатах Європи
| Змагання                         | Збірна | Вагова категорія          | Місце  |
| -------------------------------- | ------ | ------------------------- | ------ |
| Чемпіонат Європи з боротьби 2012 | Польща | жіноча боротьба, до 48 кг | 7      |
| Чемпіонат Європи з боротьби 2013 | Польща | жіноча боротьба, до 48 кг | 5      |
| Чемпіонат Європи з боротьби 2014 | Польща | жіноча боротьба, до 48 кг | 5      |
| Чемпіонат Європи з боротьби 2016 | Польща | жіноча боротьба, до 48 кг | 10     |
| Чемпіонат Європи з боротьби 2017 | Польща | жіноча боротьба, до 48 кг | 5      |
| Чемпіонат Європи з боротьби 2018 | Польща | жіноча боротьба, до 50 кг | 7      |
| Чемпіонат Європи з боротьби 2020 | Польща | жіноча боротьба, до 50 кг | 8      |
| Чемпіонат Європи з боротьби 2021 | Польща | жіноча боротьба, до 50 кг | Бронза |
| Чемпіонат Європи з боротьби 2022 | Польща | жіноча боротьба, до 50 кг | Бронза |
| Чемпіонат Європи з боротьби 2023 | Польща | жіноча боротьба, до 50 кг | 5      |

### Виступи на Європейських іграх
| Змагання              | Збірна | Вагова категорія          | Місце |
| --------------------- | ------ | ------------------------- | ----- |
| Європейські ігри 2019 | Польща | жіноча боротьба, до 50 кг | 5     |

### Виступи на Кубках світу
| Змагання                    | Збірна | Вагова категорія          | Місце |
| --------------------------- | ------ | ------------------------- | ----- |
| Кубок світу з боротьби 2015 | Польща | жіноча боротьба, до 48 кг | 7     |
| Кубок світу з боротьби 2020 | Польща | жіноча боротьба, до 50 кг | 7     |
| Кубок світу з боротьби 2022 | Польща | команда                   | 5     |

### Виступи на Чемпіонатах світу серед студентів
| Змагання                                        | Збірна | Вагова категорія          | Місце  |
| ----------------------------------------------- | ------ | ------------------------- | ------ |
| Чемпіонат світу з боротьби серед студентів 2008 | Польща | жіноча боротьба, до 48 кг | Бронза |
| Чемпіонат світу з боротьби серед студентів 2010 | Польща | жіноча боротьба, до 48 кг | 8      |
| Чемпіонат світу з боротьби серед студентів 2012 | Польща | жіноча боротьба, до 51 кг | 5      |
| Чемпіонат світу з боротьби серед студентів 2014 | Польща | жіноча боротьба, до 48 кг | Бронза |
| Чемпіонат світу з боротьби серед студентів 2016 | Польща | жіноча боротьба, до 48 кг | Срібло |

### Виступи на Універсіадах
| Змагання               | Збірна | Вагова категорія          | Місце |
| ---------------------- | ------ | ------------------------- | ----- |
| Літня Універсіада 2013 | Польща | жіноча боротьба, до 48 кг | 10    |

### Виступи на інших змаганнях
| Змагання                                                         | Збірна | Вагова категорія          | Місце  |
| ---------------------------------------------------------------- | ------ | ------------------------- | ------ |
| Klippan Lady Open 2008                                           | Польща | жіноча боротьба, до 48 кг | 7      |
| Austrian Ladies Open 2008                                        | Польща | жіноча боротьба, до 48 кг | Золото |
| Klippan Lady Open 2009                                           | Польща | жіноча боротьба, до 48 кг | 15     |
| Гран-прі Німеччини з боротьби 2009                               | Польща | жіноча боротьба, до 48 кг | 5      |
| Austrian Ladies Open 2009                                        | Польща | жіноча боротьба, до 48 кг | 8      |
| Золотий Гран-прі з боротьби 2009                                 | Польща | жіноча боротьба, до 48 кг | 8      |
| Klippan Lady Open 2010                                           | Польща | жіноча боротьба, до 48 кг | 5      |
| Золотий Гран-прі з боротьби 2010 (Кліппан )                      | Польща | жіноча боротьба, до 48 кг | 5      |
| Гран-прі Німеччини з боротьби 2010                               | Польща | жіноча боротьба, до 48 кг | Бронза |
| Austrian Ladies Open 2010                                        | Польща | жіноча боротьба, до 48 кг | Бронза |
| Золотий Гран-прі з боротьби 2010 (Баку)                          | Польща | жіноча боротьба, до 48 кг | 5      |
| Всесвітні ігри бойових мистецтв 2010                             | Польща | жіноча боротьба, до 48 кг | 4      |
| Міжнародний меморіал Дейва Шульца 2011                           | Польща | жіноча боротьба, до 48 кг | 5      |
| Гран-прі Туркуена з боротьби 2011                                | Польща | жіноча боротьба, до 48 кг | Бронза |
| Гран-прі Німеччини з боротьби 2011                               | Польща | жіноча боротьба, до 51 кг | Бронза |
| Гран-прі Іспанії з боротьби 2011                                 | Польща | жіноча боротьба, до 51 кг | 11     |
| Відкритий чемпіонат Польщі з боротьби 2011                       | Польща | жіноча боротьба, до 48 кг | 8      |
| Гран-прі Німеччини з боротьби 2012                               | Польща | жіноча боротьба, до 48 кг | 7      |
| Відкритий чемпіонат Польщі з боротьби 2012                       | Польща | жіноча боротьба, до 48 кг | 5      |
| Гран-прі Іспанії з боротьби 2012                                 | Польща | жіноча боротьба, до 48 кг | Бронза |
| Вогні Москви 2012                                                | Польща | жіноча боротьба, до 48 кг | 4      |
| Flatz Open 2013                                                  | Польща | жіноча боротьба, до 48 кг | Золото |
| Київський Міжнародний турнір з боротьби 2013                     | Польща | жіноча боротьба, до 48 кг | 4      |
| Гран-прі Німеччини з боротьби 2013                               | Польща | жіноча боротьба, до 48 кг | 16     |
| Меморіал Вацлава Циолковського 2013                              | Польща | жіноча боротьба, до 48 кг | 8      |
| Вогні Москви 2013                                                | Польща | жіноча боротьба, до 48 кг | 5      |
| Klippan Lady Open 2014                                           | Польща | жіноча боротьба, до 48 кг | 12     |
| Гран-прі Німеччини з боротьби 2014                               | Польща | жіноча боротьба, до 48 кг | 11     |
| Відкритий чемпіонат Польщі з боротьби 2014                       | Польща | жіноча боротьба, до 48 кг | Бронза |
| Гран-прі Парижа з боротьби 2015                                  | Польща | жіноча боротьба, до 48 кг | Бронза |
| Klippan Lady Open 2015                                           | Польща | жіноча боротьба, до 48 кг | 19     |
| Гран-прі Німеччини з боротьби 2015                               | Польща | жіноча боротьба, до 48 кг | Бронза |
| Гран-прі Іспанії з боротьби 2015                                 | Польща | жіноча боротьба, до 48 кг | 20     |
| Відкритий чемпіонат Польщі з боротьби 2015                       | Польща | жіноча боротьба, до 48 кг | 5      |
| Кубок Алроси 2015                                                | Польща | жіноча боротьба, до 48 кг | Бронза |
| Henri Deglane Challenge 2015                                     | Польща | жіноча боротьба, до 48 кг | Срібло |
| Гран-прі Парижа з боротьби 2016                                  | Польща | жіноча боротьба, до 48 кг | Золото |
| Klippan Lady Open 2016                                           | Польща | жіноча боротьба, до 48 кг | 11     |
| Олімпійський кваліфікаційний турнір з боротьби 2016 (Улан-Батор) | Польща | жіноча боротьба, до 48 кг | Бронза |
| Відкритий чемпіонат Польщі з боротьби 2016                       | Польща | жіноча боротьба, до 48 кг | 6      |
| Гран-прі Парижа з боротьби 2017                                  | Польща | жіноча боротьба, до 48 кг | 10     |
| Klippan Lady Open 2017                                           | Польща | жіноча боротьба, до 48 кг | 5      |
| Турнір Дана Колова — Николи Петрова 2017                         | Польща | жіноча боротьба, до 48 кг | 12     |
| Відкритий чемпіонат Польщі з боротьби 2017                       | Польща | жіноча боротьба, до 48 кг | Бронза |
| Київський Міжнародний турнір з боротьби 2018                     | Польща | жіноча боротьба, до 50 кг | Срібло |
| Турнір Дана Колова — Николи Петрова 2018                         | Польща | жіноча боротьба, до 50 кг | Бронза |
| Гран-прі Іспанії з боротьби 2018                                 | Польща | жіноча боротьба, до 50 кг | 17     |
| Відкритий чемпіонат Польщі з боротьби 2018                       | Польща | жіноча боротьба, до 50 кг | 17     |
| Меморіал Іона Корнеану і Ладислава Сімона 2018                   | Польща | жіноча боротьба, до 50 кг | 5      |
| Klippan Lady Open 2019                                           | Польща | жіноча боротьба, до 50 кг | 10     |
| Турнір Дана Колова — Николи Петрова 2019                         | Польща | жіноча боротьба, до 50 кг | 10     |
| Київський Міжнародний турнір з боротьби 2019                     | Польща | жіноча боротьба, до 50 кг | Бронза |
| Відкритий чемпіонат Польщі з боротьби 2019                       | Польща | жіноча боротьба, до 50 кг | 14     |
| Чемпіонат Польщі з боротьби 2020                                 | Польща | жіноча боротьба, до 50 кг | Золото |
| Відкритий чемпіонат Польщі з боротьби 2020                       | Польща | жіноча боротьба, до 50 кг | 5      |
| Київський Міжнародний турнір з боротьби 2021                     | Польща | жіноча боротьба, до 50 кг | Срібло |
| Олімпійський кваліфікаційний турнір з боротьби 2020 (Софія)      | Польща | жіноча боротьба, до 50 кг | Бронза |
| Турнір Яшара Догу 2022                                           | Польща | жіноча боротьба, до 50 кг | 9      |
| Меморіал Маттео Пелліконе 2022                                   | Польща | жіноча боротьба, до 50 кг | Бронза |
| Гран-прі Іспанії з боротьби 2022                                 | Польща | жіноча боротьба, до 50 кг | Бронза |
| Відкритий чемпіонат Загреба з боротьби 2023                      | Польща | жіноча боротьба, до 50 кг | 14     |
| Меморіал Імре Поляка та Яноша Варги 2023                         | Польща | жіноча боротьба, до 50 кг | 14     |
| Відкритий чемпіонат Польщі з боротьби 2023                       | Польща | жіноча боротьба, до 50 кг | Срібло |

### Виступи на змаганнях молодших вікових груп
| Змагання                                      | Збірна | Вагова категорія          | Місце |
| --------------------------------------------- | ------ | ------------------------- | ----- |
| Чемпіонат світу з боротьби серед юніорів 2008 | Польща | жіноча боротьба, до 48 кг | 11    |